# 동인도 함대
동인도 함대(영어: East Indies Fleet, 한국 한자: 東印度艦隊)는 1941년부터 1952년까지 존재했던 영국 해군의 함대였다. 제2차 세계 대전 당시인 1941년 12월 태평양에서 증가하는 일본 제국의 위협에 맞서기 위해, 영국 해군은 중국함대와 동인도기지를 하나의 부대로 재편성하여 동부 함대(영어: Eastern Fleet, 한국 한자: 東部艦隊)를 창설했다.
1904년 영국 제1해군경이었던 존 피셔 제독의 명령에서 그 유래를 찾을 수 있는 동인도 함대는 중국을 비롯한 극동 지역의 영국 식민지에 있는 해군을 하나로 묶은 부대였다. 전간기였던 1930년대까지 영국 식민지에 기지를 둔 영국 해군 함대는 각각의 독자성을 유지하고 있었다. 1939년 제2차 세계 대전이 발발하고 일본이 태평양 일대에서 확장 정책을 펴고 영국의 안보를 위협하자 이에 대한 대응책으로 설립된 것이 동인도 함대였다. 태평양 전쟁 기간 내내 인도양 함대는 영국 해군뿐만 아니라 미국 해군, 네덜란드 왕립 해군, 오스트레일리아 왕립 해군, 뉴질랜드 왕립 해군이 함께 편성되었다.
1944년 11월 22일 영국 해군은 동부함대를 트랑코말리 조선소를 본부로 한 동인도 함대로 재배치했고, 이 재배치에 따라 태평양에 남아있던 함선은 영국 태평양 함대를 구성했다. 태평양 전쟁이 끝난 이후 1945년 12월 영국 태평양 함대는 해체되었고, 태평양 함대에 배속되었던 함선들은 다시 동인도 함대에 배치되었다. 1952년 영국 해군은 동인도 함대를 극동함대로 재명명했다.

### 내용주
1. ↑  일본의 경우 이 함대를 동양함대(일본어: 東洋艦隊)라고 불렀다.[3]

### 참조주
1. ↑  “The sinking of HMS Prince of Wales and HMS Repulse”. 2016년 12월 13일에 원본 문서에서 보존된 문서. 2010년 9월 26일에 확인함.
2. ↑  Jackson, p. 289
3. ↑  “英東洋艦隊が壊滅”. 《時事ドットコム》. 2023년 8월 1일에 확인함.
4. ↑  Hobbs, David. “THE BRITISH PACIFIC FLEET IN 1945 A Commonwealth effort and a remarkable achievement” (PDF). 《navy.gov.au》. Royal Australian Navy. 2018년 7월 18일에 확인함.